# Matheus (football, 1989)
Pour les articles homonymes, voir Matheus.
Matheus Humberto Maximiano, plus communément appelé Matheus est un footballeur brésilien né le 31 mai 1989 à Campinas. Il évolue au poste de milieu de terrain.

## Biographie
Matheus joue au Brésil, en Corée du Sud, et au Japon.
Il dispute 10 matchs en première division brésilienne, et 32 matchs en première division sud coréenne, pour trois buts.